# Медаль «За відзнаку в бойових діях» (США)
Медаль «За відзнаку в бойових діях» (США) (англ. Distinguished Warfare Medal) — військова нагорода США, що короткочасно існувала в системі нагороджень Міністерства оборони США в 2013 році. Медаль була запроваджена тодішнім секретарем міністерства оборони Л.Панетта і планувалася як перша бойова нагорода, що засновується з моменту створення Бронзової Зірки в 1944 році.
Нагорода планувалася для вручення міністерством оборони США військовослужбовцям країни, які продемонстрували екстраординарні досягнення в ході проведення військових операцій після подій 11 вересня 2001 року. Передбачалося заохочення цією медаллю військових, які відзначилися під час проведення дій в кіберпросторі або під час дистанційного пілотування бойових дронів, без безпосередньої участі військового у веденні бойових дій.
Впровадження цієї медалі викликало неабияку реакцію з боку військовослужбовців США, військові ветерани піддали нагороду критиці через порушення системи військових нагород країни в цілому. Виробництво медалі «За відзнаку в бойових діях» було зупинене 12 березня 2013 року, а через місяць — 15 квітня — була остаточно скасована рішенням міністра оборони США Ч.Гейгелем.